# Hermes 450
A Hermes 450 egy közepes magasságon tevékenykedő, hosszú bevetési időtartamú (MALE) felderítő drón (UAV), amelyet az izraeli Elbit Systems vállalat fejleszt és gyárt. A Hermes 450 drónok már több mint 300 ezer órát töltöttek levegőben a típus 1998-as első felszállása óta. Napjainkban tucatnyi ország fegyveres erői alkalmazzák világszerte.

## Kialakítása és jellemzői
Az 550 kilogramm maximális felszállósúlyú pilóta nélküli repülőgép 180 kilogrammnyi hasznos tehet hordozhat legalább 17 órán keresztül. A repülés időtartama a szárny alá függesztett póttartályokkal 30 órára növelhető.
A Hermes 450 a különféle modulok felszerelésével következő feladatok ellátására képes:
- Elektro-optikai megfigyelés látható és infravörös fénytartományban, lézeres célmegjelölés
- Szintetikus apertúrájú radar (SAR), térképezési funkció, földi mozgócélok detektálása és megfigyelése (GMTI & MPR),
- Ellenséges rádió kommunikáció lehallgatása és helymeghatározása (COMINT/DF), rádiókommunikáció zavarása (COMMJAM),
- Nem kommunikációs jellegű (pl. radar) elektronikai jelek forrásainak felderítése, helymeghatározása (ELINT),
- Hyperspektrális megfigyelő rendszerek

A drón egy időben két modult hordozhat, így egyszerre két feladat  ellátására képes.

A rendszer magasan automatizált, a kezelőknek nem kell pilóta képesítéssel rendelkeznie.

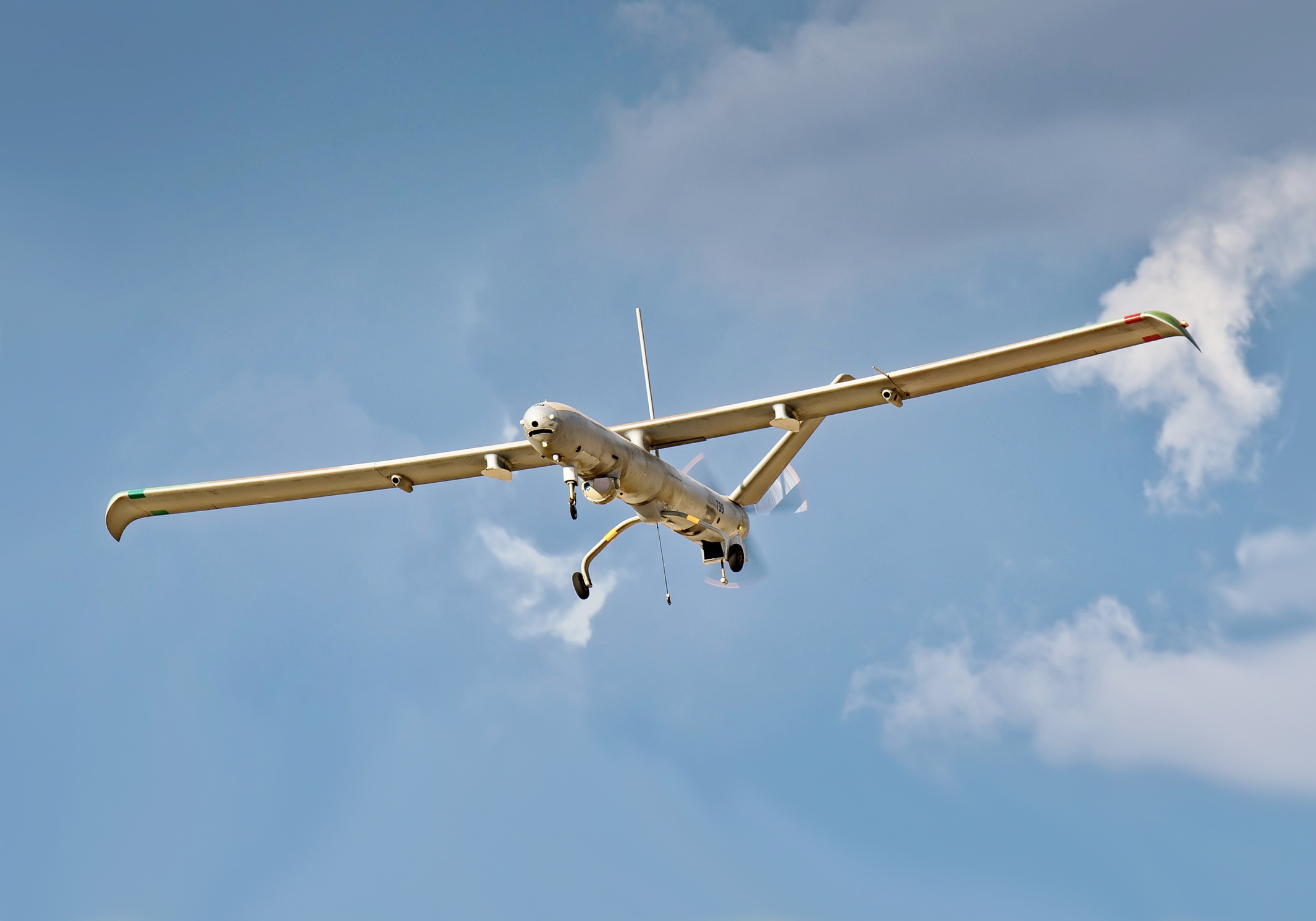
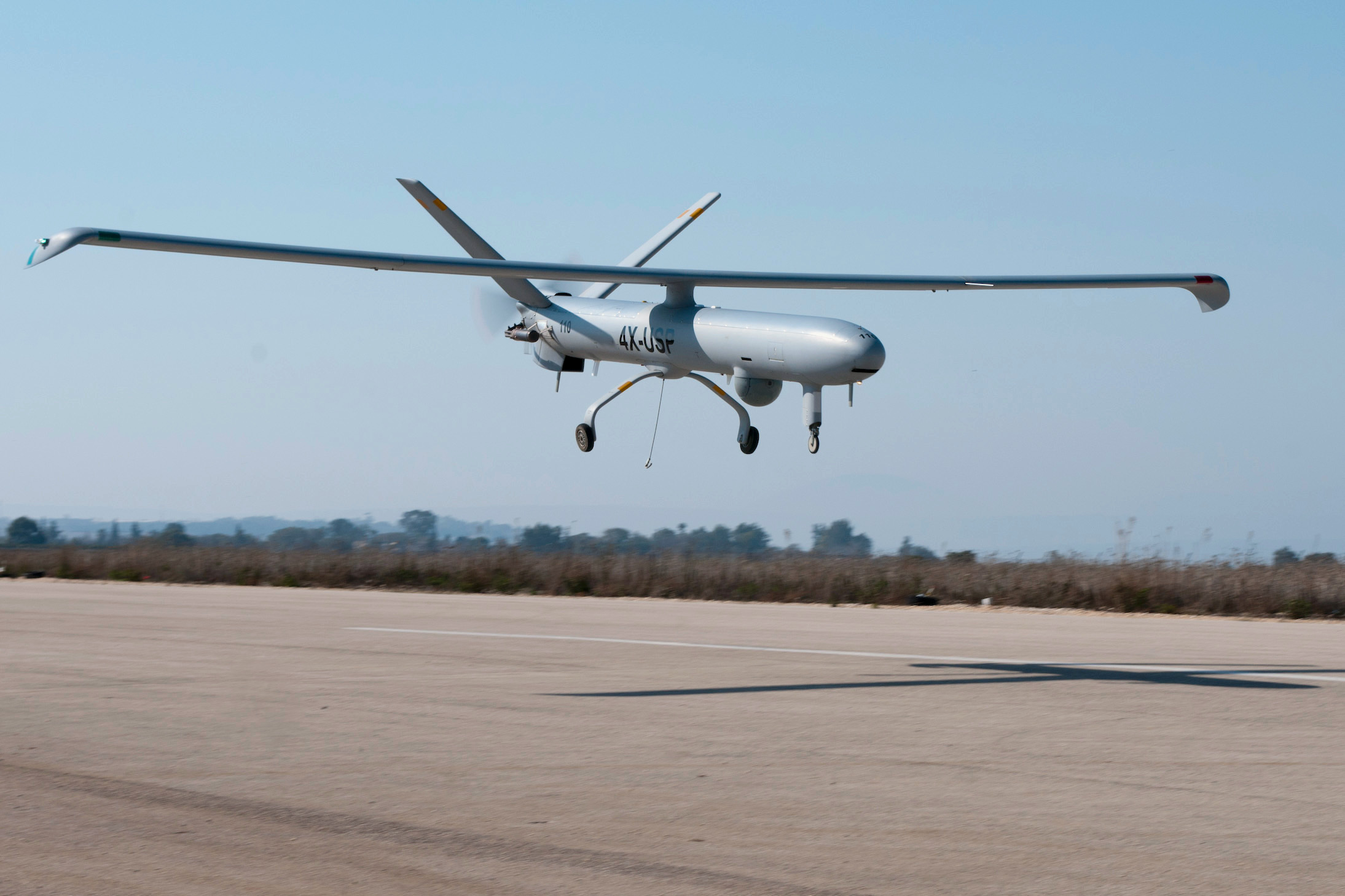
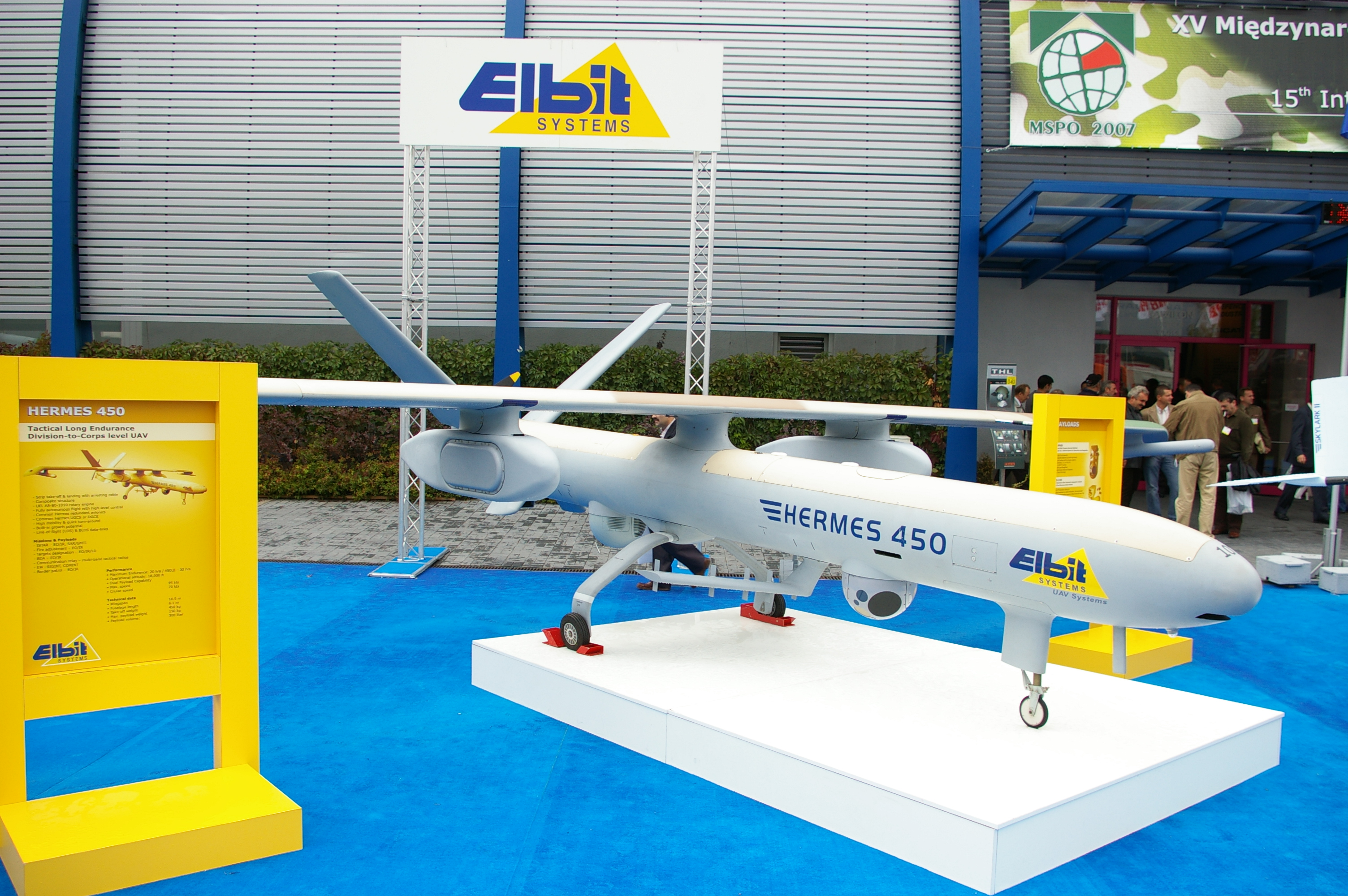
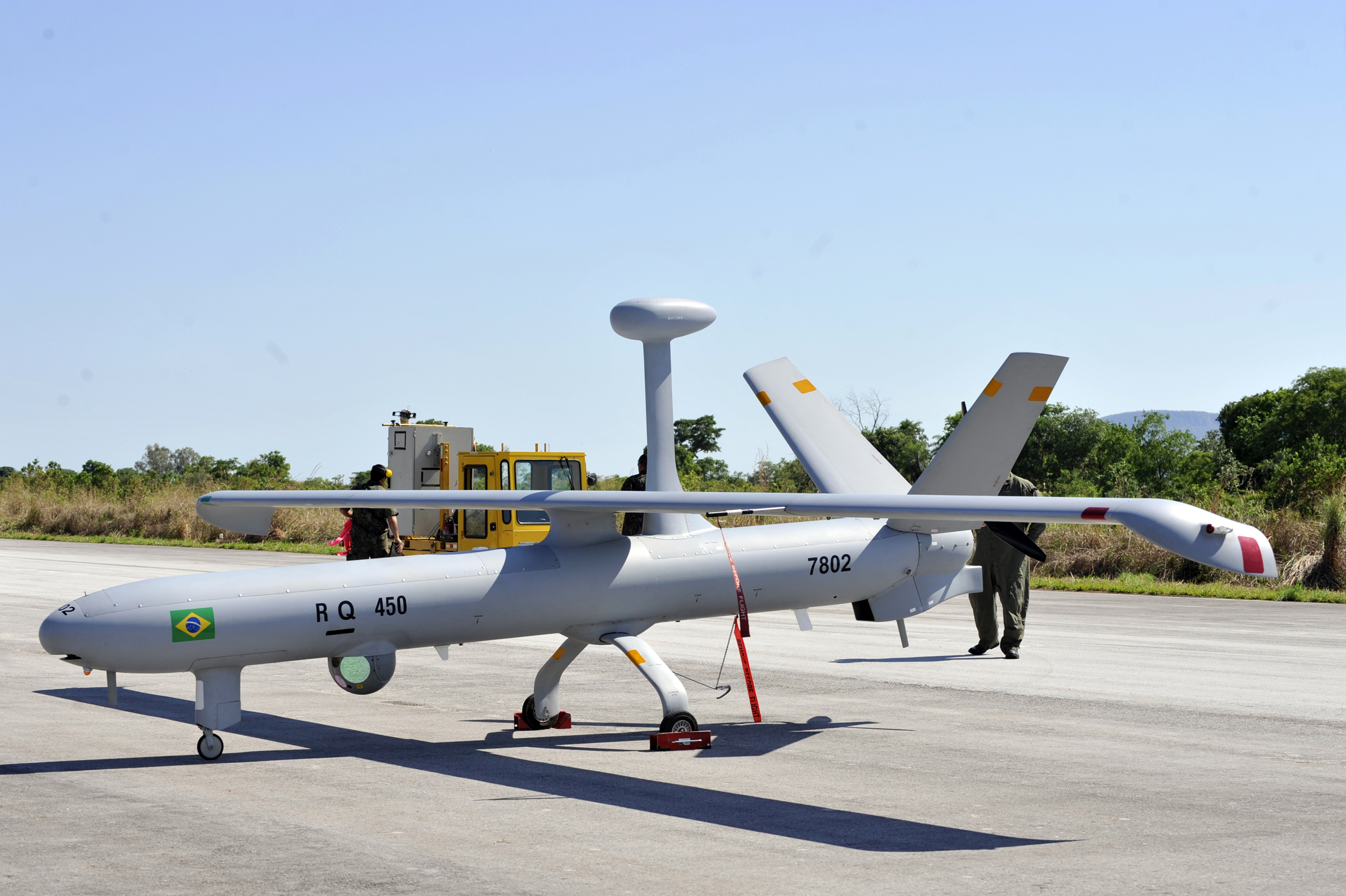

## A Hermes drónok összehasonlítás
|                        | Hermes 45 | Hermes 450 | Hermes 650 | Hermes 900 | Hermes 900 StarLiner |
| ---------------------- | --------- | ---------- | ---------- | ---------- | -------------------- |
| Hosszúság              | n.a.      | 6,1 m      | n.a.       | 8,3 m      | n.a.                 |
| Fesztávolság           | 5 m       | 10,5 m     | n.a.       | 15 m       | 17 m                 |
| Max. Felszálló tömeg   | 75 kg     | 550 kg     | 650 kg     | 1180 kg    | 1600 kg              |
| Max. hasznos terhelés  | 20 kg     | 180 kg     | 260 kg     | 350 kg     | 450 kg               |
| Max. repülési idő      | 22 óra    | 17 óra     | 24 óra     | 36 óra     | 36 óra               |
| Max. repülési magasság | 5 486 m   | 5 486 m    | 6700 m     | 9144 m     | 9144 m               |